# Холтвил (Калифорния)
Холтвил (на английски: Holtville) е град в окръг Импириъл на щата Калифорния, САЩ. Холтвил е с население от 6597 жители (по приблизителна оценка от 2017 г.) и обща площ от 3 км² (1,10 мили²). Намира се на 3 метра (10 фута) под морското равнище. Основан е под името Холтън през 1903 г., а на 20 юни 1908 г. получава статут на град.
Холт е фамилно име, а вил означава село на английски и името на града се превежда пряко или по смисъл като „Холтово село“, „Холтско село“ или „Холтово“.